# Arbovirus
Als Arboviren, vor 1963 Arborviren (Akronym für englisch arthropod-borne viruses; von borne „getragen“), bezeichnet man Viren, die durch Arthropoden (Gliederfüßer wie Moskitos, Sandfliegen und Zecken) übertragen werden; die von ihnen ausgelösten Erkrankungen werden als Arbovirosen zusammengefasst. Es handelt sich um eine künstlich zusammengefasste Gruppe ohne nähere Beziehungen innerhalb der Virus-Taxonomie.
Die Gruppenzugehörigkeit ergibt sich allein durch den Übertragungsweg:
Arboviren vermehren sich in Wirbeltieren, werden während der Virämie durch blutsaugende Insekten oder Zecken aufgenommen und durch Biss oder Stich auf weitere empfängliche Wirbeltiere übertragen. Die Überträger (Arthropoden) erkranken nicht an den aufgenommenen Viren.

## Vorkommen
Mehr als 350 verschiedene Arboviren sind bekannt, davon sind circa 95 auf den Menschen übertragbar. Hauptverbreitungsgebiet sind die Habitate der Vektoren, meistens in den Tropen. Die meisten humanen Arboviruserkrankungen sind zoonotischer Natur, etwa fünf Arboviren zirkulieren sowohl in menschlichen als auch in tierischen Populationen, bisher verwendet nur das Denguevirus ausschließlich den Menschen als Reservoirwirt.
Auch in Europa sind mehrere auf den Menschen übertragbare (humanpathogene) Arboviren bekannt: FSME-Virus, Chikungunya-Virus, Tahyna-Virus, Sindbis-Virus und West-Nil-Virus, vermutlich auch das Usutu-Virus.

## Vermehrung
Arboviren können in Zecken und Stechmücken jahrelang bzw. lebenslang überleben. Reservoirwirte sind Haus- und Wildtiere wie Vögel, Nagetiere, Schafe, Rinder, Affen usw. Der Mensch ist häufig nur Zufallswirt und dient dann nicht als Reservoir. Durch ökologische Veränderungen (Migration, Verschleppung von Tieren, Waldrodungen, Klimaveränderungen usw.) haben sich einige Arbovirosen in den letzten Jahren über ihr ursprüngliches Verbreitungsgebiet hinaus ausgebreitet.
Zu den Überträgern (Vektoren) gehören Schildzecken (Ixodidae), Lederzecken (Argasidae), Stechmücken (Culicidae), Gnitzen (Ceratopogonidae) und Sandmücken.
Als weitgehend anthrophilen Vektor nutzen vier Arboviren die Gelbfiebermücke (Aedes aegypti), die vorwiegend Menschen sticht: die Flaviviren Dengue-Virus, Gelbfieber-Virus und Zika-Virus sowie das Alphavirus Chikungunya-Virus.

## Liste der auf den Menschen übertragbaren Arboviren (Beispiele)

### FamilieTogaviridae(Togaviren)
- Gattung Alphavirus (früher Arbovirus A)

- Spezies Alphavirus chikungunya: Chikungunya-Virus (CHIKV, Chikungunyafieber, Vektor: Stechmücken)
- Spezies Alphavirus eastern und Alphavirus madariaga: Eastern-Equine-Encephalitis-Virus Nord- bzw. Südamerika (EEEV-NA respektive EEEV-SA, Vektor: Stechmücken)
- Spezies Alphavirus mayaro: Mayaro-Virus (MAYV, Mayaro-Fieber, Vektor: Haemagogus spp. und urban Gelbfiebermücke)
- Spezies Alphavirus una: Una-Virus, Vektor: Haemagogus spp.
- Spezies Alphavirus onyong: O'nyong-nyong-Virus (ONNV, O’nyong-nyong-Fieber, Vektor: Stechmücken)
- Spezies Alphavirus rossriver: Ross-River-Virus (RRV, Ross-River-Erkrankungen, Vektor: Stechmücken)
- Spezies Alphavirus sindbis: Sindbis-Virus (SINV, Sindbis-Fieber, Vektor: Stechmücken)
- Spezies Alphavirus semliki: Semliki-Forest-Virus (SFV, Vektor: Stechmücken)
- Spezies Alphavirus venezuelan: Venezuelan-Equine-Encephalitis-Virus (VEEV, Vektor: Stechmücken, Erkrankung: Venezolanische Pferdeenzephalomyelitis)
- Spezies Alphavirus western: Western-Equine-Encephalitis-Virus (WEEV, Vektor: Stechmücken, Erkrankung: Westliche Pferdeenzephalomyelitis)

### FamilieFlaviviridae(Flaviviren)
- Gattung Flavivirus (früher Arbovirus B)

- Spezies Orthoflavivirus flavi: Gelbfieber-Virus (YFV, Gelbfieber, Vektor: Stechmücken, hauptsächlich die Gelbfiebermücke Aedes aegypti sowie Haemagogus- und Sabethes-Arten)
- Spezies Orthoflavivirus denguei: Dengue-Virus (DENV, Dengue-Fieber, Vektor: Stechmücken, Aedes aegypti oder Aedes albopicta)
- Spezies   Orthoflavivirus encephalitidis: FSME-Virus (TBEV, FSME / Frühsommer-Meningoenzephalitis, Vektor: Zecken, Ixodidae, zum Beispiel Ixodes ricinus)
- Spezies   Orthoflavivirus japonicum: Japan-B-Enzephalitis-Virus (JEV, Japan-Enzephalitis, Vektor: Stechmücken)
- Spezies Orthoflavivirus kyasanurense: Kyasanur-Forest-Disease-Virus (KFDV, Kyasanur-Wald-Fieber, Vektor: Zecken)
- Spezies Orthoflavivirus loupingi: Louping-ill-Enzephalitis (LIV, Louping-ill-Enzephalitis, Vektor: Zecken)
- Spezies Orthoflavivirus murrayense: Murray-Valley-Enzephalitis-Virus (MVEV, Murray-Valley-Enzephalitis, Vektor: Stechmücken)
- Spezies Orthoflavivirus omskense: Omsk-hämorrhagisches-Fieber-Virus (OHFV, Omsk-hämorrhagisches-Fieber, Vektor: Zecken)
- Spezies Orthoflavivirus powassanense: Powassan-Virus (POWV, Powassan-Enzephalitis, Vektor: Zecken)
- Spezies Orthoflavivirus usutuense: Usutu-Virus (USUV, unspezifisches Fieber, Vektor: Stechmücken)
- Spezies Orthoflavivirus nilense: West-Nil-Virus (WNV, West-Nil-Fieber, Vektor: Stechmücken)

- Subtyp Kunjin-Virus (Kunjin-Enzephalitis, Vektor: Stechmücken)

- Spezies Orthoflavivirus louisense: St.-Louis-Enzephalitis-Virus (SLEV, St. Louis-Enzephalitis, Vektor: Stechmücken)
- Spezies Orthoflavivirus zikaense: Zika-Virus (ZIKV, Vektor: Stechmücken)

### OrdnungBunyavirales(Bunyaviren)
- Familie Phenuiviridae

- Gattung Banydavirus (ehemals Banyangvirus)

- Spezies Bandavirus dabieense: Dabie-Bandavirus (ehemals Huaiyangshan-Banyangvirus)

- Subtyp SFTS-Virus (SFTSV, Vektor: Zecken)
- Subtyp Bhanja-Virus (BHAV, Vektor: Zecken)

- Spezies Bandavirus heartlandense: Heartland-Virus (HRTV, Vektor: Zecken)

- Gattung Phlebovirus

- Spezies Phlebovirus riftense: Rift-Valley-Fieber-Virus (Rifttalfieber, Vektor: Stechmücken)
- Spezies Phlebovirus napoliense: Sandmückenfiebervirus, en. Sandfly fever Naples phlebovirus (Sandmücken-Fieber = Pappataci-Fieber, Vektor: Stechmücken)
- Spezies Phlebovirus toscanaense: Toscana-Virus (Phlebotomusfieber Toskana-Fieber, Vektor: Sandmücken der Gattung Phlebotomus)
- Spezies Uukuvirus uukuniemiense: Uukuniemi-Virus (Vektor: Zecken)

- Familie Peribunyaviridae

- Gattung Orthobunyavirus

- Spezies Orthobunyavirus bunyamweraense: Bunyamwera-Virus (Bunyamwera-Fieber, Vektor: Stechmücken)
- Spezies Orthobunyavirus encephalitidis (ClObV)

- Subtyp Kalifornien-Enzephalitis-Virus (CEV, California-Enzephalitis, Vektor: Stechmücken)

- Spezies Orthobunyavirus jamestownense

- Subtyp Jamestown-Canyon-Virus (JCV, Vektor: Stechmücken)
- Subtyp Inkoo-Virus (INKV, virale Enzephalitis, Vektor: Stechmücken)

- Spezies Orthobunyavirus tahynaense

- Subtyp Ťahyňa-Virus (TAHV, unspezifisches Fieber, Vektor: Stechmücken, v. a. der Gattung Aedes)

- Spezies Orthobunyavirus achiotei

- Subtyp Trivittatus-Virus (TVTV, Vektor: Stechmücken)

- Spezies Orthobunyavirus lacrosseense: La Crosse-Virus (LCV, La Crosse-Enzephalitis, Vektor: Stechmücken)
- Spezies Orthobunyavirus melajoense: Melao-Virus (MELV, Vektor: Stechmücken)
- Spezies Orthobunyavirus oropoucheense (OrpObV): Oropouche-Virus (OROV, Oropouche-Fieber, Vektor: Stechmücken, vor allem die Gnitze Culicoides paraensis)

- Familie Nairoviridae

- Gattung Orthonairovirus

- Spezies Orthonairovirus thiaforaense: Thiafora-Virus
- Spezies Orthonairovirus erveense. Erve-Virus (Erve-Virus-Fieber, Vektor: Zecken)
- Spezies Orthonairovirus haemorrhagiae: Krim-Kongo-Hämorrhagisches-Fieber-Virus (CCFV, Krim-Kongo-Fieber, Vektor: Zecken)

- Familie Hantaviridae

- Gattung Orthohantavirus (Hantaviren, Nephropathia epidemica)

### FamilieReoviridae(Orbiviren)
- Gattung Coltivirus

- Spezies Coltivirus ixodis: Eyach-Virus (EYAV, Eyach-Virus-Fieber, Vektor: Zecken)
- Spezies Coltivirus dermacentoris: Colorado-Zeckenfieber-Virus (CTFV, Colorado-Zeckenfieber, Vektor: Zecken)

- Gattung Orbivirus

- Spezies Orbivirus magninsulae
  - Subtyp Lipovnik-Virus (LIPV, Vektor: Zecken)
  - Subtyp Tribec-Virus (TRBV, Vektor: Zecken)

### FamilieAsfarviridae
- Gattung Asfivirus

- Spezies African swine fever virus (ASF-Virus: Afrikanische Schweinepest, Vektor: Zecken)

### FamilieOrthomyxoviridae
- Gattung Thogotovirus

- Spezies Thogotovirus thogotoense: Thogoto-Virus
- Spezies Thogotovirus bourbonense: Bourbon-Virus

## Klinisches Bild beim Menschen
Mit Stand 2019 sind bei 130 Arboviren menschliche Infektionskrankheiten beschrieben sowie bei 50 Arboviren tierische Infektionen. Wenn eine Arbovirus-Infektion symptomatisch wird, fällt dies in eine von drei Symptomuntergruppen. Jede der Symptomgruppen wird von vielen verschiedenen Arboviren aus unterschiedlichen taxonomischen Gruppen ausgelöst:
- Systemische fieberhafte Infektion: z. B. unkompliziertes Denguefieber
- Hämorrhagisches Fieber: z. B. hämorrhagisches Denguefieber, Gelbfieber
- Enzephalitis: z. B. Östliche Pferdeenzephalomyelitis, Japanische Enzephalitis oder La Crosse-Enzephalitis[1]

## Meldepflicht
In Deutschland ist der direkte oder indirekte Nachweis von Arboviren namentlich meldepflichtig nach § 7 des Infektionsschutzgesetzes (IfSG), soweit der Nachweis auf eine akute Infektion hinweist (§ 7 Abs. 1 Satz 1 IfSG: Nummern 6a. „Chikungunya-Virus“, 10a. „Dengue-Virus“, 15. „FSME-Virus“, 16. „Gelbfiebervirus“, 48a. „West-Nil-Virus“ und 50a. „Zika-Virus und sonstige Arboviren“). Zur Meldung verpflichtet ist im Regelfall die Leitung des untersuchenden Labors (siehe § 8 IfSG).